# Hamar OL-Amfi
Hamar OL-Amfi (abreviatura de Hamar Olympic Amphitheatre), també conegut amb el nom de Nordlyshallen (Aurora polar), és un complex esportiu a la ciutat de Hamar (Noruega) destinat principalment a la pràctica de l'hoquei sobre gel. Les obres de construcció van començar el 1984 i avui en dia té una capacitat per a 6.091 espectadors. És l'edifici de fusta més gran al nord d'Europa.
Durant els Jocs Olímpics d'Hivern de 1994 celebrats a Lillehammer fou la seu de les proves de patinatge artístic i short track. Per a aquesta última prova s'hagué de modificar la pista, i crear sis pistes per la pràctica del short track.

## Referències

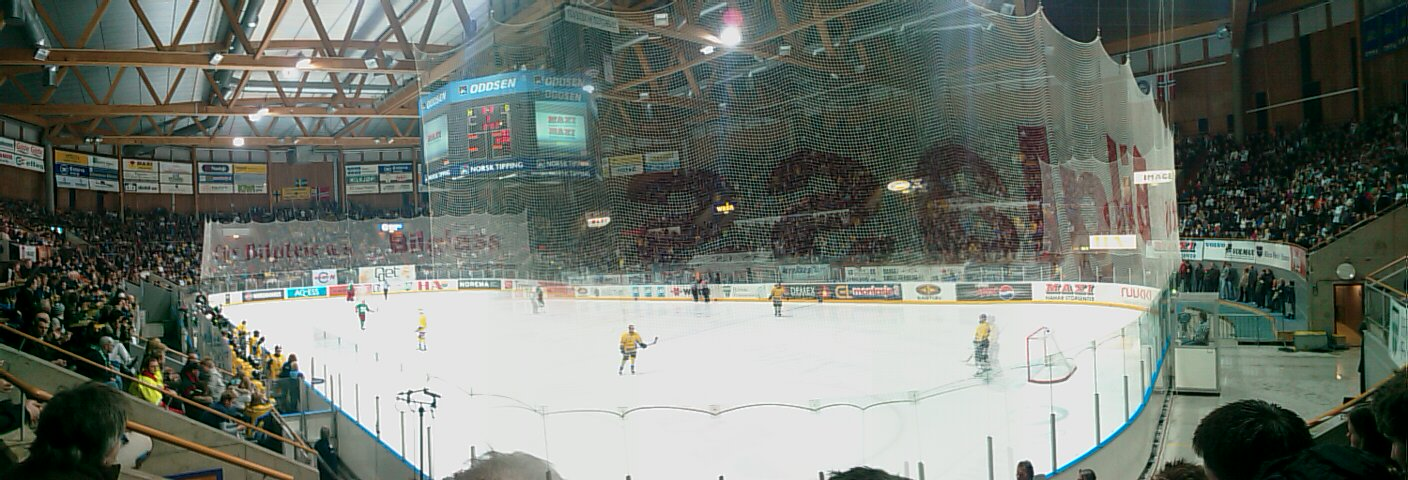
Vista interior del complex.